# Primeira Guerra Mundial na cultura popular

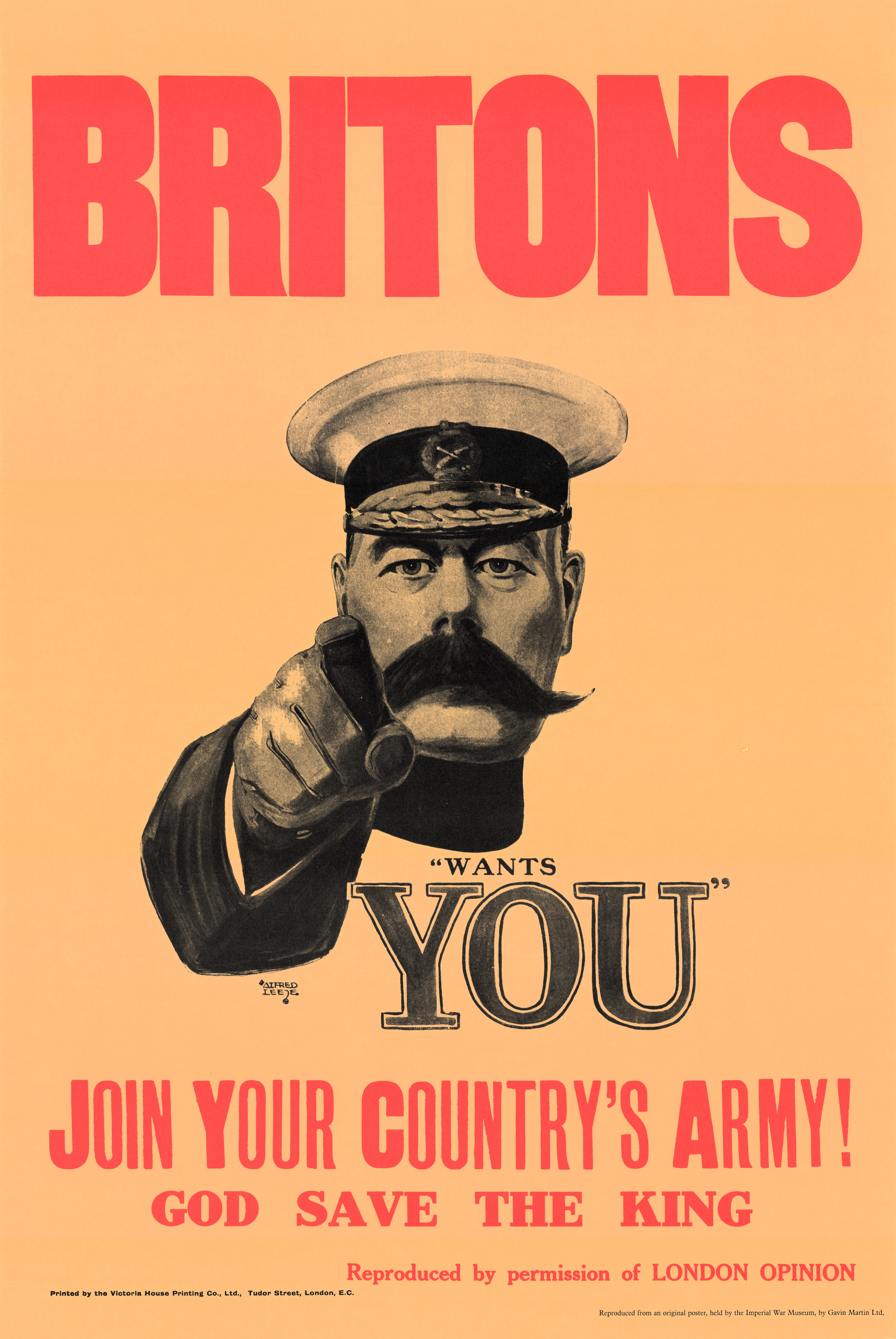
" Lord Kitchener Wants You " tornou-se uma imagem icônica associada à guerra.

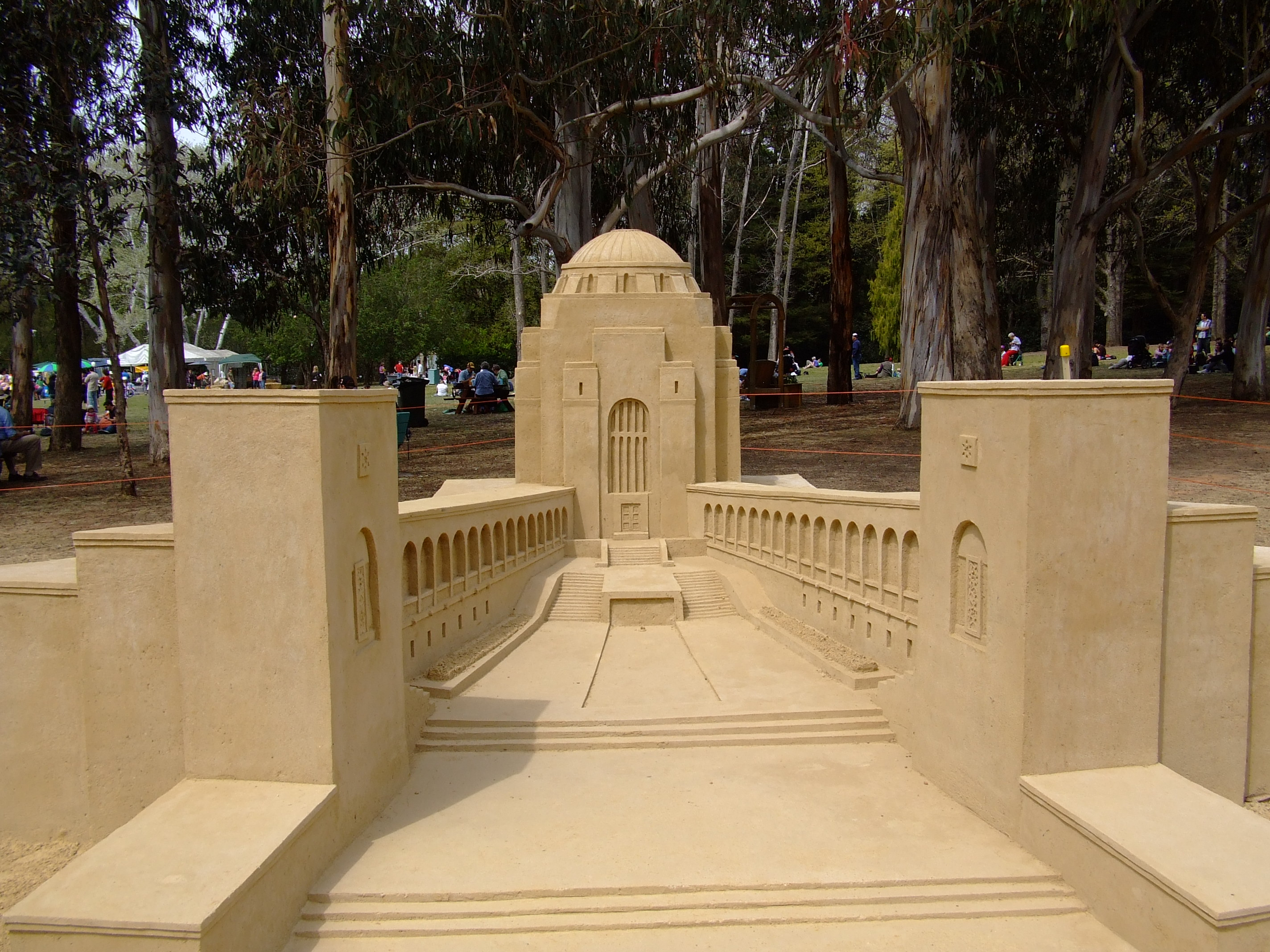
Representação contemporânea de escultura em areia do icônico Australian War Memorial em Canberra, Austrália.

A Primeira Guerra Mundial, travada entre 1914 e 1918, teve impacto imediato na cultura popular. Nos mais de cem anos desde o fim da guerra, a guerra resultou em muitas obras artísticas e culturais de todos os lados e nações que participaram na guerra. Isso incluiu obras de arte, livros, poemas, filmes, televisão, música e, mais recentemente, videogames. Muitas dessas peças foram criadas por soldados que participaram da guerra.

## Arte
Os anos de guerra foram o pano de fundo para a arte que agora é preservada e exibida em instituições como o Imperial War Museum em Londres, o Canadian War Museum em Ottawa e o Australian War Memorial em Canberra. Artistas oficiais de guerra foram encomendados pelo Ministério da Informação britânico e pelas autoridades de outros países.
Depois de 1914, os artistas de vanguarda começaram a considerar e investigar muitas coisas que antes pareciam inimagináveis. Como observou mais tarde Marc Chagall: “A guerra foi mais uma obra plástica que nos absorveu totalmente, que reformou as nossas formas, destruiu as linhas e deu uma nova aparência ao universo”. Neste mesmo período, artistas acadêmicos e realistas continuaram a produzir novos trabalhos. Os artistas tradicionais e as suas obras desenvolveram-se lado a lado com o choque do novo à medida que a cultura se reinventava nas relações com as novas tecnologias.
Alguns artistas responderam positivamente às mudanças provocadas pela guerra. CRW Nevinson, associado aos Futuristas, escreveu que "Esta guerra será um incentivo violento ao Futurismo, pois acreditamos que não há beleza exceto na luta, e não há obra-prima sem agressividade." Seu colega artista Walter Sickert escreveu que a pintura de Nevinson, La Mitrailleuse (agora na coleção da Tate) 'provavelmente continuará sendo a expressão mais autoritária e concentrada sobre a guerra na história da pintura'.
Os artistas pacifistas também responderam à guerra de maneiras poderosas: a principal pintura de Mark Gertler, Merry-Go-Round, foi criada no meio dos anos de guerra e foi descrita por DH Lawrence como "a melhor pintura moderna que já vi".
O próprio vocabulário cubista foi adaptado e modificado pela Marinha Real durante a "Grande Guerra". Os cubistas pretendiam revolucionar a pintura – e ao longo do caminho reinventaram a arte da camuflagem.

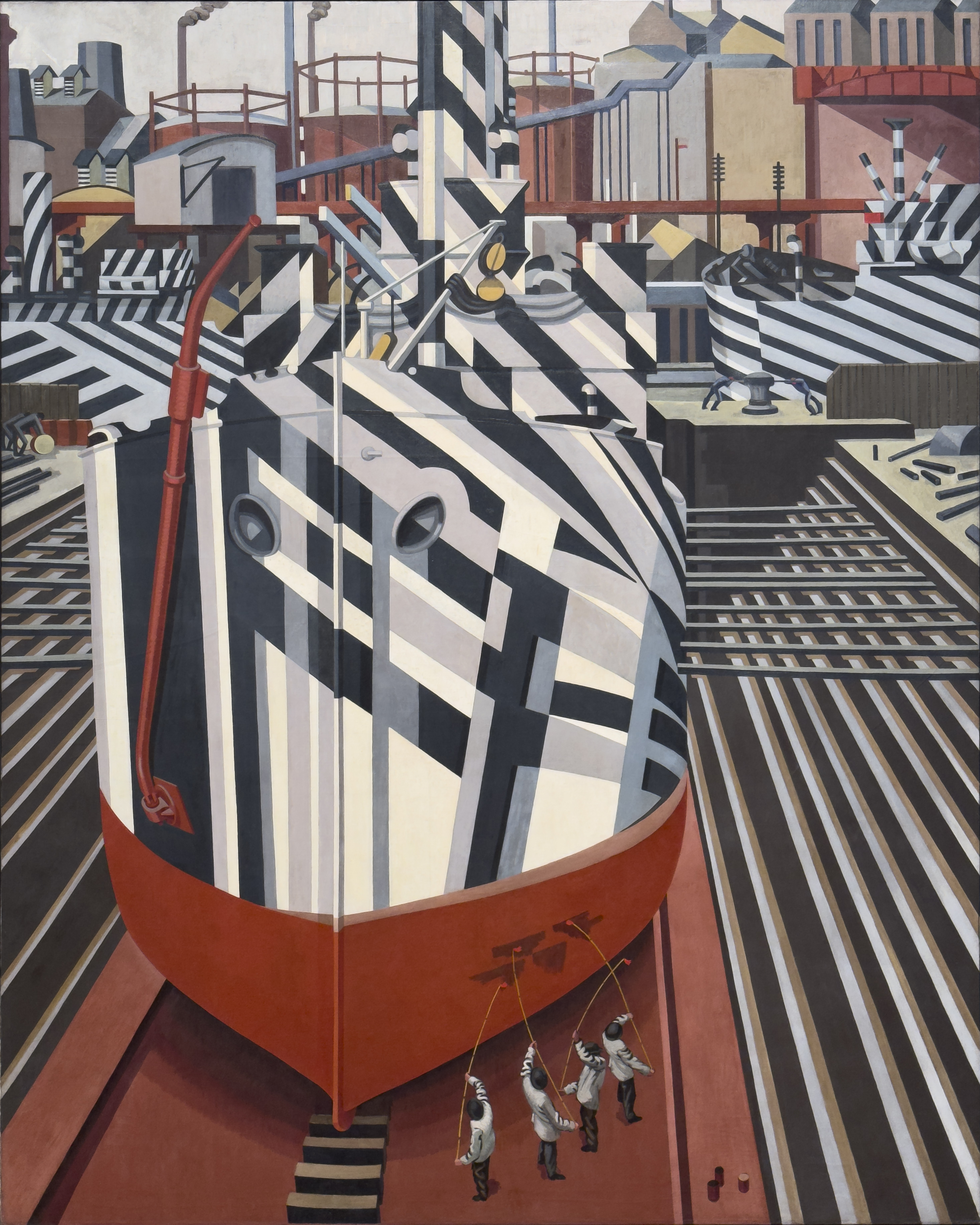
Pintura de navios deslumbrantes em doca seca em Liverpool, Edward Wadsworth, 1919

O pintor marinho britânico Norman Wilkinson inventou o conceito de "pintura deslumbrante" - uma forma de usar listras e linhas interrompidas para confundir o inimigo sobre a velocidade e as dimensões de um navio. Wilkinson, então tenente-comandante em serviço de patrulha da Marinha Real, implementou o precursor do "deslumbrante" na Indústria SS; e em agosto de 1917, o HMS Alsatian tornou-se o primeiro navio da Marinha a ser pintado com um padrão deslumbrante.
Uma das primeiras influências da guerra sobre os artistas no Reino Unido foi a campanha de recrutamento de 1914-1915. Cerca de uma centena de cartazes foram encomendados a artistas pela Comissão Parlamentar de Recrutamento, dos quais dois milhões e meio de exemplares foram distribuídos por todo o país. Embora Brangwyn tenha produzido mais de 80 designs de pôsteres durante a guerra, ele não era um artista oficial de guerra. Seu sombrio pôster de Tommy golpeando com baioneta um soldado inimigo (“Coloque força no golpe final: compre títulos de guerra”) causou profunda ofensa na Grã-Bretanha e na Alemanha. Diz-se que o próprio Kaiser colocou um preço pela cabeça de Brangwyn depois de ver a imagem.
Em abril de 1917, James McBey foi nomeado artista oficial do Egito e da Palestina, e William Orpen foi enviado para a França. O trabalho de Orpen foi criticado pela superficialidade na busca do perfeccionismo: “na tremenda diversão da pintura ele esqueceu completamente o horror da guerra”.
A pintura mais popular na Exposição da Royal Academy de 1917 foi Boy 1st Class, de Frank O. Salisbury, John Travers Cornwell VC, retratando um ato juvenil de heroísmo.
As experiências de David Bomberg com o massacre mecanizado e a morte do seu irmão nas trincheiras - bem como as do seu amigo Isaac Rosenberg e do seu apoiante TE Hulme - destruíram permanentemente a sua fé na estética da era da máquina. Isso pode ser visto mais claramente em sua comissão para o Fundo Canadense de Memoriais de Guerra, Sappers at Work (1918–1919): sua primeira versão da pintura foi rejeitada como um "aborto futurista" e foi substituída por uma segunda versão, muito mais representativa. Percy Delf Smith criou representações realistas de seu tempo nas trincheiras e representações mais fantásticas baseadas em imagens medievais da dança da morte.

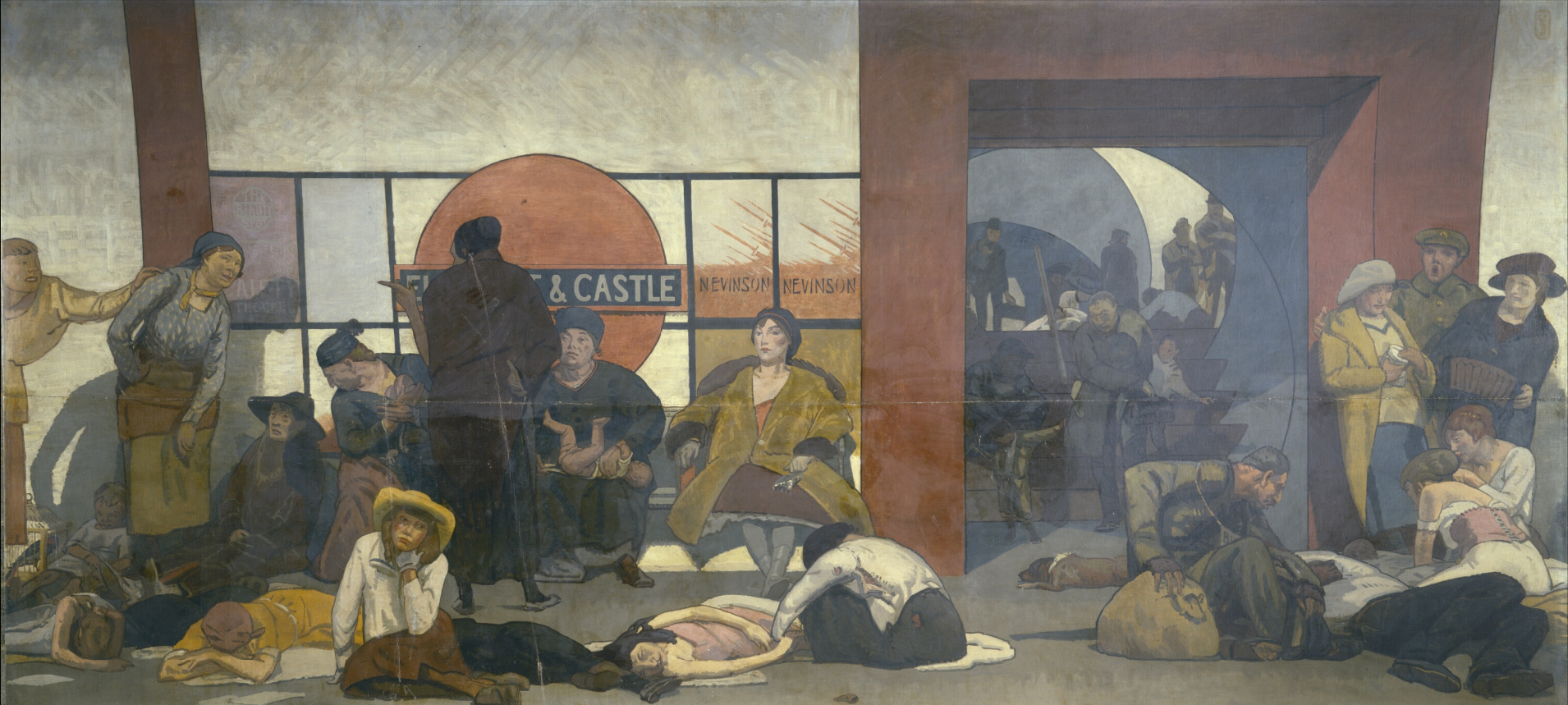
O Submundo, Walter Bayes, 1918

Na exposição da Royal Academy de 1918, a tela monumental de Walter Bayes, The Underworld, retratava figuras abrigadas em uma estação do Metrô de Londres durante um ataque aéreo. Suas extensas figuras alienígenas são anteriores aos estudos de Henry Moore sobre o abrigo de figuras no metrô durante a Blitz da Segunda Guerra Mundial.

### Pintura
A Integridade da Bélgica, de Walter Richard Sickert, pintada em outubro de 1914, foi, quando exibida em Burlington House em janeiro de 1915 em uma exposição em prol da Cruz Vermelha, reconhecida como a primeira pintura a óleo exibida de um incidente de batalha na Grande Guerra.

#### John Singer Sargent

Gassed, de John Singer Sargent, apresenta um friso clássico de soldados sendo retirados do campo de batalha - vivos, mas mudados para sempre por encontros individuais com perigos mortais na guerra.

Entre os grandes artistas que tentaram capturar um elemento essencial da guerra na pintura estava o retratista da Sociedade John Singer Sargent. Em sua grande pintura Gassed e em muitas aquarelas, Sargent retratou cenas da Grande Guerra.

#### Wyndham Lewis
O pintor britânico Wyndham Lewis foi nomeado artista de guerra oficial pelos governos canadense e britânico, começando a trabalhar em dezembro de 1917, após a participação de Lewis na Terceira Batalha de Ypres. Para os canadenses ele pintou A Canadian Gun-Pit (1918, Galeria Nacional do Canadá, Ottawa) a partir de esboços feitos em Vimy Ridge.

#### Alfred Munnings

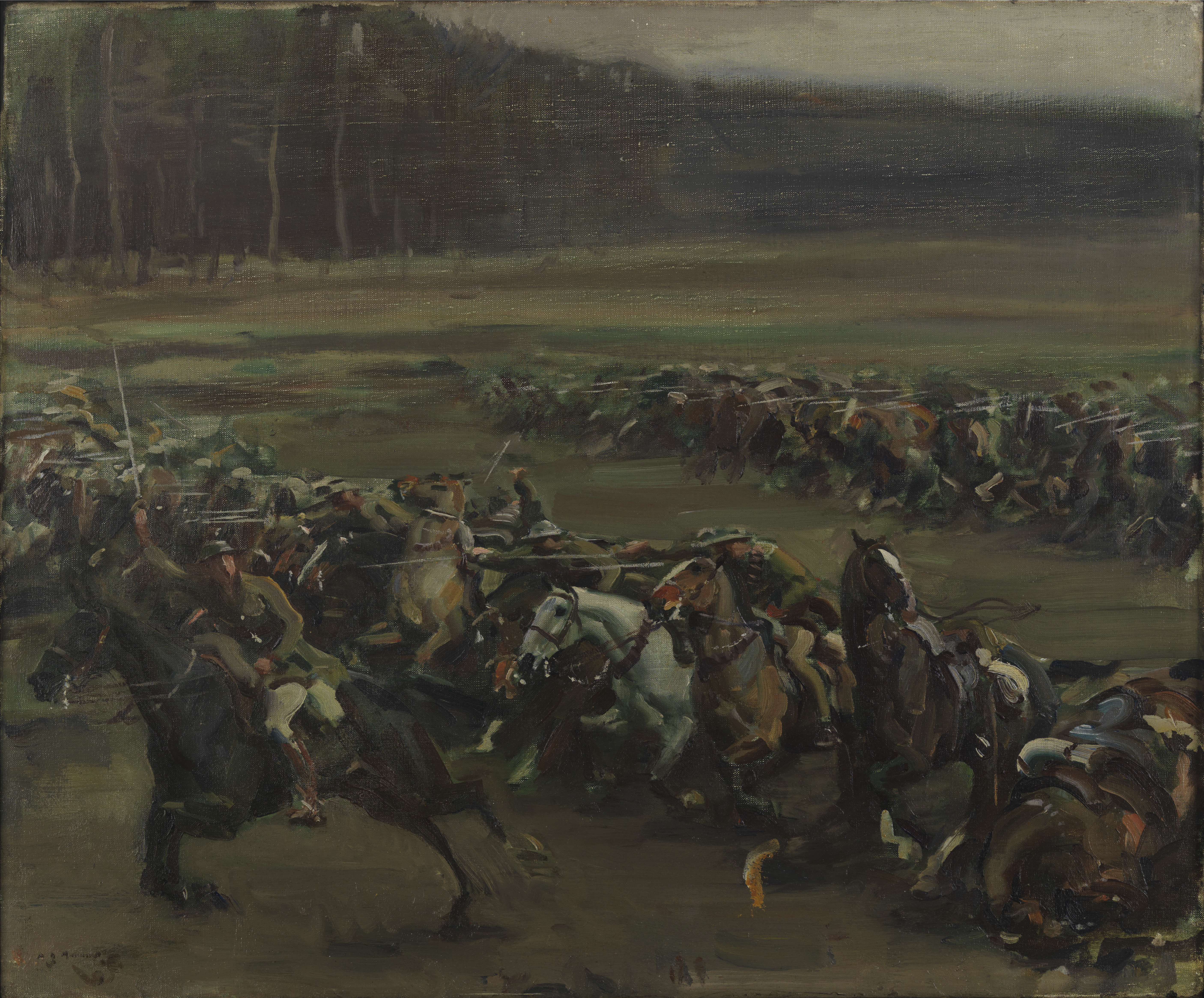
Carga do Esquadrão de Flowerdew

Um improvável artista de guerra foi Sir Alfred Munnings, mais conhecido como pintor de cavalos de corrida de raça pura; mas ele voltou suas habilidades de pintor para a tarefa de capturar imagens da Brigada de Cavalaria Canadense na guerra. Seu retrato montado do General Jack Seely (mais tarde Lord Mottistone) em seu cavalo de batalha Warrior foi aclamado.

#### John Nash
O pintor britânico John Nash acreditava que "o principal negócio do artista é treinar o olho para ver, depois sondar e depois treinar a mão para trabalhar em simpatia com o olho".
A pintura de guerra mais célebre do artista é Over the Top, agora pendurado no Museu Imperial da Guerra, em Londres. Nesta pintura, o artista apresenta uma imagem do contra-ataque de Welsh Ridge, em 30 de dezembro de 1917, durante o qual os Rifles de Artistas do 1º Batalhão (28º Regimento de Londres) deixaram suas trincheiras e avançaram em direção a Marcoing, perto de Cambrai. Dos oitenta homens, sessenta e oito foram mortos ou feridos durante os primeiros minutos.
O próprio Nash foi um dos doze poupados pelo fogo da metralhadora no ataque retratado na pintura. Ele criou esta obra de arte três meses depois.

#### Arthur Streeton

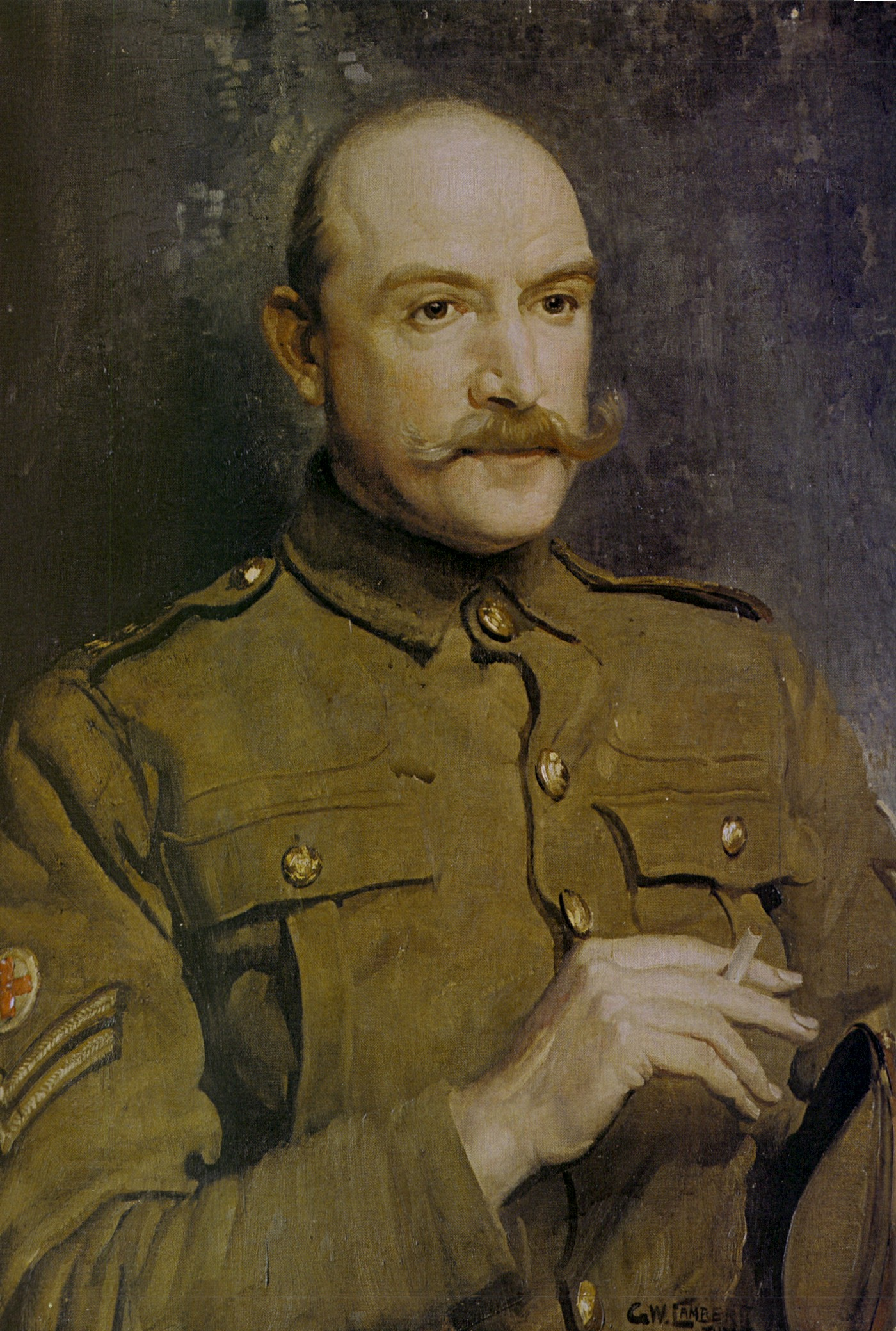
Retrato de Arthur Streeton (1917) por George Lambert.

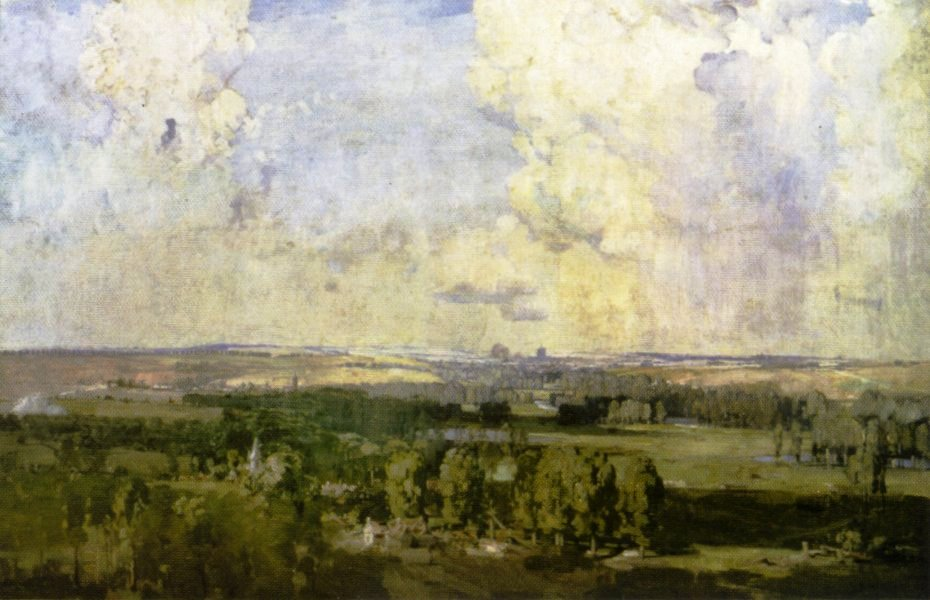
Amiens, a chave para o oeste por Arthur Streeton, 1918.

O pintor australiano Arthur Streeton foi um Artista Oficial de Guerra Australiano da Força Imperial Australiana, ocupando o posto de tenente. Serviu na França anexado à 2ª Divisão.
Streeton trouxe algo da sensibilidade da escola de Heidelberg dos antípodas para suas pinturas de um campo de batalha da ANZAC na França.
A pintura de guerra mais famosa de Streeton, Amiens, a chave do oeste, mostra a zona rural de Amiens com plumas sujas de fumaça do campo de batalha manchando o horizonte, o que se torna uma imagem sutil da guerra.

### Lembrança

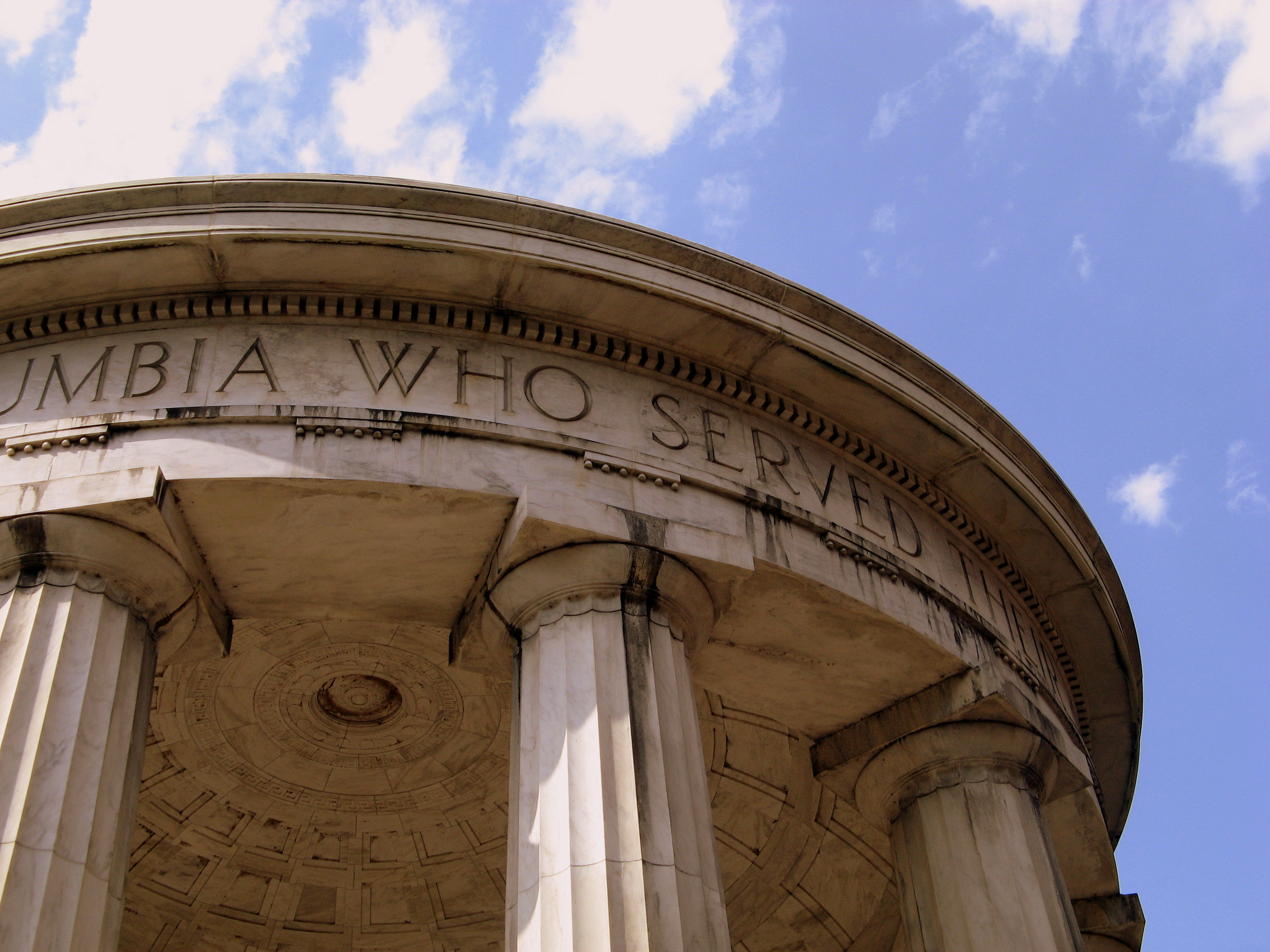
O Memorial da Primeira Guerra Mundial em Washington, DC mostra os efeitos do passar dos anos.

Os memoriais icônicos criados após a guerra são concebidos como símbolos de lembrança e como obras de arte cuidadosamente elaboradas.
Em Londres, o Guards Memorial foi projetado pelo escultor Gilbert Ledward em 1923–26. O edifício foi erguido na Horse Guards Parade e dedicado aos cinco regimentos da Foot Guards da Primeira Guerra Mundial. As figuras de bronze foram fundidas com armas da Grande Guerra, comemorando a Primeira Batalha de Ypres e outras batalhas.

## Literatura

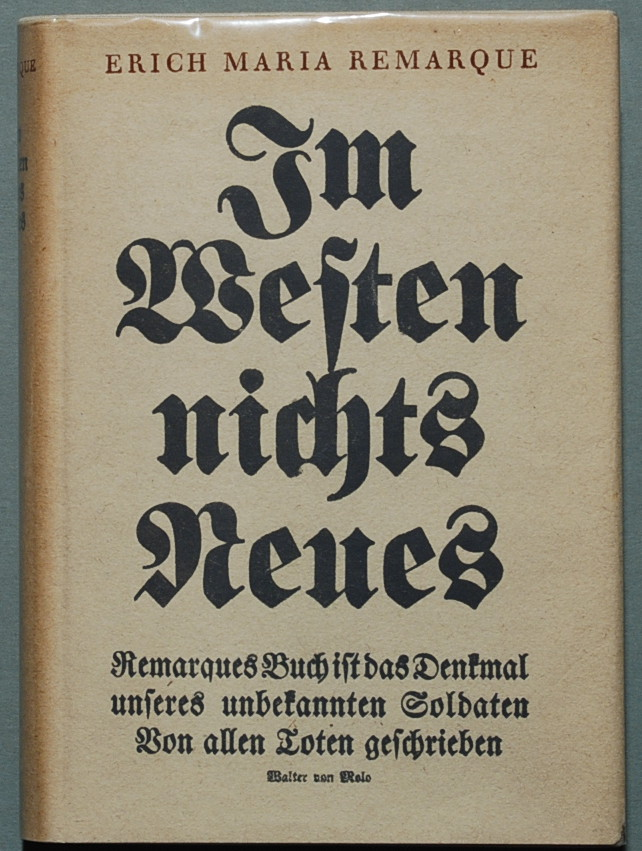
Tudo quieto de Remarque na Frente Ocidental

A Primeira Guerra Mundial foi tema de vários romances; de longe o mais conhecido é All Quiet on the Western Front, de Erich Maria Remarque, que apresentou uma visão sombria da guerra do ponto de vista alemão.
A guerra também foi tema de poesia conhecida, principalmente de Wilfred Owen e Siegfried Sassoon, que serviram na guerra (assim como Remarque). Outro poema notável é "In Flanders Fields", do soldado canadense John McCrae, que também serviu na guerra; isso levou ao uso da papoula como símbolo dos soldados que morreram na guerra.
Vários gêneros inteiros surgiram da desilusão e do desapontamento da Primeira Guerra Mundial. Os duros romances policiais da década de 1920 apresentavam amargos protagonistas veteranos. As histórias de terror de HP Lovecraft após a guerra mostraram um novo sentimento de niilismo e desespero diante de um cosmos indiferente e caótico, muito diferente de seu horror mais convencional antes da guerra.
A Primeira Guerra Mundial nunca foi um tema tão fértil como a Segunda Guerra Mundial para a ficção americana, mas mesmo assim houve um grande número de obras de ficção criadas sobre o assunto na Europa, no Canadá e na Austrália. Muitos romances de guerra, no entanto, ficaram esgotados desde o seu original. Numerosos estudos acadêmicos cobriram os principais autores e escritos de ficção.

### Por participantes
- Diga à Inglaterra por Ernest Raymond
- Im Westen nichts Neues e no caminho de volta, de Erich Maria Remarque (alemão)
- O Bom Soldado Švejk, de Jaroslav Hašek (Tcheco)
- Adeus às Armas, de Ernest Hemingway (americano)
- The Middle Parts of Fortune de Frederic Manning (australiano)
- Morte de um Herói por Richard Aldington
- Ashenden por W. Somerset Maugham
- Um Ano no Planalto (ou Brigada da Sardenha) de Emilio Lussu (italiano)
- Parade's End de Ford Madox Ford (britânico)
- Sob Fogo, de Henri Barbusse (francês)
- Fim da jornada por RC Sherriff (britânico)
- A trilogia Fazenda Espanhola de Ralph Hale Mottram (britânico)
- Generais morrem na cama, de Charles Yale Harrison (canadense)
- O prisioneiro alemão, de James Hanley (britânico)
- Adeus a tudo isso (livro de memórias) de Robert Graves (britânico)
- Tempestade de Aço (memórias) de Ernst Jünger (alemão)
- Memórias de um oficial de infantaria (memórias) de Siegfried Sassoon (britânico)
- Testamento da Juventude (livro de memórias) por Vera Brittain (britânico)
- Undertones of War (livro de memórias) de Edmund Blunden (britânico)
- Ghosts have Warm Hands (livro de memórias) de Will R. Bird (canadense)
- A Sala Enorme por EE Cummings (britânico)
- A Última Noite de Amor, a Primeira Noite de Guerra, de Camil Petrescu (Romeno)
- Três Soldados de John Dos Passos (americano)

### Com ênfase principal na guerra
- Através das Águas Negras por Mulk Raj Anand
- The Major
- Johnny pegou sua arma
- The Blue Max
- As guerras
- Billy Bishop vai para a guerra
- La guerre, sim senhor!
- Regeneração e a Trilogia da Regeneração
- An Ace Minus One
- The General
- " Guerra de Rivka"
- Three Cheers for Me de Donald Jack
- The Wee Fellas

### Com a guerra como contexto ou pano de fundo
- O Retorno do Soldado
- Aumento do barômetro
- Herbert West – Reanimador
- Rilla de Ingleside
- As pedras estão eclodindo
- Voe para longe Pedro
- Pagamento do Soldado (William Faulkner)
- Como eles morrem jovens (Stuart Cloete)
- Leviatã (romance de Westerfeld)

## Teatro
As peças ambientadas durante a Primeira Guerra Mundial incluem:
- Fim da Jornada (1928), de RC Sherriff
- Oh, que guerra adorável! (1963), de Joan Littlewood
- Os amigos de Accrington (1982), de Peter Whelan
- Não é sobre heróis (1982), de Stephen MacDonald
- Meu menino Jack (1997), de David Haig
- Cavalo de Guerra (2007), de Nick Stafford

## Filmes
Mais de 100 filmes foram ambientados, no todo ou em parte, na 1ª Guerra Mundial. Entre os mais conhecidos estão:
- Shoulder Arms (1918) - comédia estrelada por Charlie Chaplin
- Os Quatro Cavaleiros do Apocalipse (1921) - drama estrelado por Rudolph Valentino
- The Big Parade (1925) - um soldado americano na França vivencia tragédia e amor
- Wings (1927) - mostra a relação entre dois pilotos de caça americanos da Primeira Guerra Mundial
- All Quiet on the Western Front (1930) - um grupo de estudantes alemães do ensino médio se junta ao exército, mas encontra destinos trágicos durante a guerra
- Hell's Angels (1930) - assuntos durante a guerra
- Doughboys (1930) - comédia estrelada por Buster Keaton
- Pack Up Your Troubles (1932) - comédia estrelada por Laurel e Hardy
- A Farewell to Arms (1932) - uma trágica história de amor entre um motorista de ambulância americano do exército italiano e uma enfermeira da Cruz Vermelha
- Rasputin e a Imperatriz (1932) - uma biografia de Grigori Rasputin, o infame místico russo
- Secret Agent  (1936) - sobre a espionagem britânica na Suíça
- La Grande Illusion (1937) - um grupo de prisioneiros de guerra franceses planeja uma fuga
- The Dawn Patrol (1938) - sobre pilotos britânicos lutando na França
- Sargento York (1941) - uma cinebiografia de Alvin York, o soldado americano mais condecorado da Primeira Guerra Mundial
- Yankee Doodle Dandy (1942) - uma cinebiografia do compositor e estrela da Broadway, George M. Cohan
- Wilson (1944) - uma cinebiografia de Woodrow Wilson, o 28º presidente dos EUA
- The African Queen (1951) - um capitão de barco canadense e uma missionária britânica tentam escapar das forças alemãs na África Oriental Alemã
- East of Eden (1955) - sobre um jovem furioso que deseja que seu pai profundamente religioso o ame como seu irmão
- Paths of Glory (1957) - sobre um comandante de soldados franceses que os defende contra uma acusação de covardia durante um julgamento em corte marcial
- Lawrence da Arábia (1962) - as aventuras de T.E. Lawrence na revolta árabe contra o domínio turco nos atuais Egito e Síria
- The Blue Max (1966) - um ambicioso piloto de caça do Serviço Aéreo do Exército Alemão busca combates aéreos para ganhar o principal prêmio militar do Império Alemão, baseado no romance de Jack D. Hunter
- Oh! Que guerra adorável (1969) - comédia com um elenco de estrelas britânico
- Johnny Got His Gun (1971) - um soldado americano fica imóvel após ser atingido por um projétil de artilharia
- Gallipoli (1981) - vários homens da zona rural da Austrália Ocidental participam da Campanha de Gallipoli na Turquia
- Passchendaele (2008) - um soldado canadense vivencia amor e tragédia durante a Batalha de Passchendaele, que dura meses
- War Horse (2011) - um adolescente cujo cavalo foi recrutado para a guerra se junta ao exército britânico para se reunir com ele
- Mulher Maravilha (2017) - Mulher Maravilha luta na guerra pelos Aliados
- 1917 (2019) - dois jovens soldados britânicos recebem a missão de entregar uma mensagem alertando sobre uma emboscada alemã
- The King's Man (2021) - Orlando, Duque de Oxford luta contra um grupo secreto que conspira o curso da Primeira Guerra Mundial
- All Quiet on the Western Front (Im Westen nicht Neues) (2022) - uma releitura do romance de Remarque por cineastas alemães

## Televisão
Em 1964, a British Broadcasting Corporation com a cooperação de suas contrapartes da Austrália e do Canadá, tem uma série de 26 episódios chamada The Great War. Ele se concentrou nos aspectos da Primeira Guerra Mundial.
A série de ficção científica de Doctor Who de 1969 "The War Games" inicialmente parece se passar na terra de ninguém na Primeira Guerra Mundial, embora mais tarde seja revelado que soldados britânicos e alemães da Primeira Guerra Mundial foram transportados para um planeta alienígena junto com o exércitos de outras guerras históricas da história humana.
A quarta série do drama da televisão britânica de 1971-75, Upstairs, Downstairs, que foi ao ar em 1974, foi ambientada durante os anos da Primeira Guerra Mundial e mostrou os efeitos da guerra da perspectiva de uma casa em Londres.
My Boy Jack foi um filme para televisão de 2007, adaptado da peça de mesmo nome, sobre o filho de Rudyard Kipling, que foi morto na França.
A segunda temporada do drama televisivo britânico Downton Abbey, que foi ao ar em 2011, mostrou os efeitos da guerra principalmente da perspectiva da propriedade de mesmo nome. A temporada se concentrou particularmente em como as grandes casas na Grã-Bretanha serviram como casas de convalescença durante a guerra.

## Musicas populares
- Várias músicas de Sabaton
- " E a banda tocou Waltzing Matilda" (1972), canção de Eric Bogle
- " No Man's Land " (também conhecido como The Green Fields of France e Willie McBride ) (1976), canção de Eric Bogle
- "Barón Rojo" (1981) Barón Rojo
- " Natal nas Trincheiras " (1984) por John McCutcheon
- "Cruzada Infantil" (1985), canção de Sting
- "One" (1989), música do Metallica
- "All Together Now" (1990), música de The Farm
- "Scream Aim Fire" (2008), música de Bullet for My Valentine
- " Todos os seus amigos " (2014), música de Coldplay

## Jogos de vídeo
Comparativamente, houve poucos jogos ambientados durante a Primeira Guerra Mundial. Muitos dos que foram feitos focaram na guerra aérea, como Sopwith de 1984. No entanto, NecroVision é um dos poucos jogos de tiro em primeira pessoa ambientados na Primeira Guerra Mundial, onde o jogador luta em campos de batalha conhecidos durante a guerra, como o Somme. O pacote DLC 's Call of Duty: Black Ops II apresenta "Origins", um mapa zumbi que se passa em uma França dieselpunk durante a Primeira Guerra Mundial.
Valiant Hearts: A Grande Guerra foi lançado pela Ubisoft em 2014. O jogo é sobre quatro personagens que ajudam um soldado alemão a encontrar seu verdadeiro amor. Esta aventura é inspirada em cartas escritas durante a Primeira Guerra Mundial.
Em 7 de maio de 2016, a EA DICE revelou Battlefield 1, um videogame de tiro em primeira pessoa ambientado principalmente na Primeira Guerra Mundial, apresentando os Harlem Hellfighters, o Barão Vermelho e Lawrence da Arábia. Foi lançado em 21 de outubro de 2016, para Microsoft Windows, PlayStation 4 e Xbox One.
No jogo Death Stranding de 2019, o personagem do jogador Sam Porter Bridges encontra soldados esqueléticos hostis em uniformes americanos da era da Primeira Guerra Mundial dentro de uma trincheira da Primeira Guerra Mundial.
Outros exemplos incluem:
- Barão Vermelho (1980)
- Azul Máximo (1983)
- Diplomacia (1984)
- Garoto do Céu (1985)
- Barão Vermelho (1990)
- Asas (1990)
- Verdun (2015)

## Centenário
Os anos de 2014 a 2019 representaram o centenário da Primeira Guerra Mundial. Ao longo deste período, vários grupos comemoraram indivíduos, batalhas e movimentos ligados à guerra, muitas vezes com ênfase nas identidades nacionais.